# Arsenal du Havre
L'Arsenal du Havre est un ancien arsenal situé au Havre. Il était situé au début du quai de l'Arsenal, à l'angle nord-ouest du bassin du Roi. Il est resté en fonction de 1671 à 1824, période durant laquelle plus de 900 navires de tous types y furent construits pour la Marine Royale. Puis le magasin général, seul vestige restant après le démantèlement de l'Arsenal en 1825, fut détruit à son tour par les bombardements de 1944.

## Histoire
L’Arsenal du Havre est né de la volonté du roi Louis XIV, et de son ministre Colbert, de doter la Marine Royale des moyens de leurs ambitions.
Après avoir fait le choix du port du Havre, ils ordonnent la construction, autour du bassin du Roi, de quatre bâtiments. Débutés en 1664, ils sont achevés en 1667 et abritent notamment une poudrière, un entrepôt de matériel et un magasin d’armement. À l'emplacement de l'hôpital Hôtel-Dieu, un premier magasin général est construit en 1669. Ces travaux s'accompagnent de la remise en état du bassin.
En 1680, « pour éviter la divagation des ouvriers de l’Arsenal » et se protéger des vols, un mur est construit autour du bassin du Roi et le place sous juridiction militaire.
De 1776 à 1780, le magasin général de la marine, en mauvais état, est reconstruit par Paul-Michel Thibaut, architecte de la ville du Havre à qui réalisera aussi les fortifications et 10 ans plus tard la Maison de l'armateur.
La prison de l'Arsenal fera aussi office, aux XVIIIe et XIXe siècles, de « dépôt de noirs », centre de rétention où étaient enfermés les esclaves résidant au Havre, envoyés par leurs maîtres pour se former en métropole, afin de s'assurer de leur retour forcé aux colonies.
Le 15 juillet 1789, au lendemain de la prise de la Bastille, les émeutiers havrais, ayant échoué à s’emparer de la Citadelle, s'emparent de l'Arsenal et s’y fournissent en armes et en munitions, avant de se retrancher dans la Tour François Ier.
En 1824, le port militaire est supprimé au Havre au profit de Cherbourg et Brest. Cette décision signe la fin de l'Arsenal. L'année suivante, les biens de la Marine sont mis en vente. Le magasin général de 1780, seul vestige ayant résisté au démantèlement de l'Arsenal.
En 1934, le ministère de la marine de guerre et celui de la marine marchande envisagent de le rehausser de deux étages. Informé, Georges Priem écrit au maire Léon Meyer afin qu’il fasse le nécessaire pour le faire classer à l’inventaire des monuments historiques et ainsi préserver son unité. Le bâtiment sera classé au titre des monuments historiques par arrêté du 30 juillet 1934.
Pendant la Seconde Guerre mondiale, l’arsenal est occupé par la Wehrmacht. Le bâtiment leur sert à diverses fonctions et notamment de prison.
L'Arsenal est finalement détruit par les bombardements en 1944. Il n'en reste plus qu'une porte sculptée, entreposée au Musée d'Art moderne André Malraux, et la sphère armillaire qui coiffait le dôme du campanile, conservée aux Archives municipales du Havre.

## Architecture
Le magasin général, reconstruit par Paul-Michel Thibaut entre 1776 et 1780, présentait une façade de pierres de taille calcaire. Celle-ci était agrémentée d’une horloge et de cartouches à l’effigie de glorieux marins, et était surmonté d’un péristyle dont la cloche rythma très longtemps la vie des ouvriers du port.

## Galerie

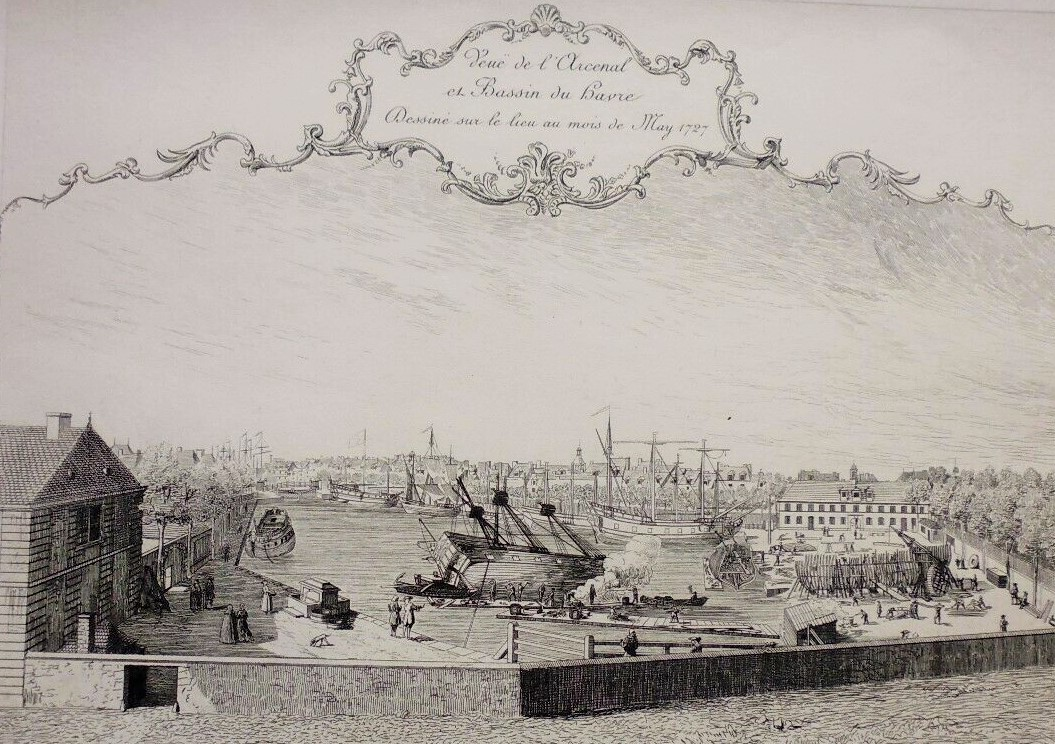
L'arsenal et le bassin du Roi en 1727.
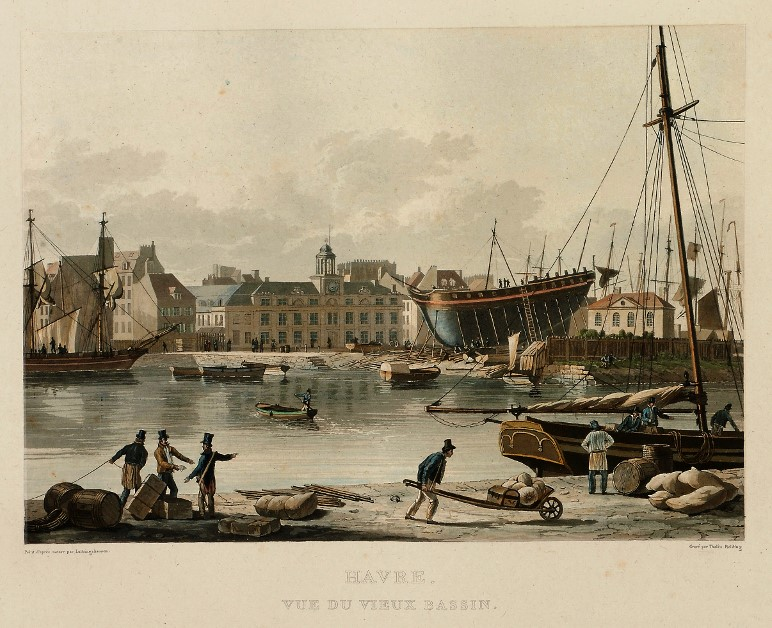
L'arsenal et le bassin du Roi en 1820.
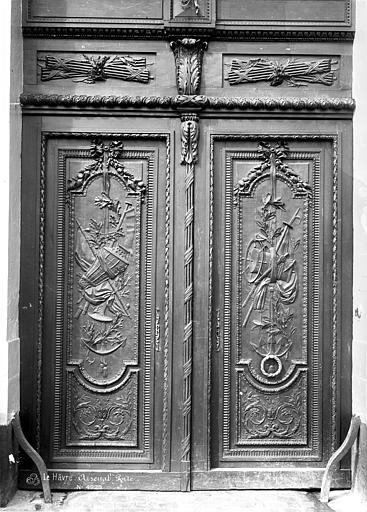
Porte sculptée, seul vestige encore existant.